# Campo de Criptana

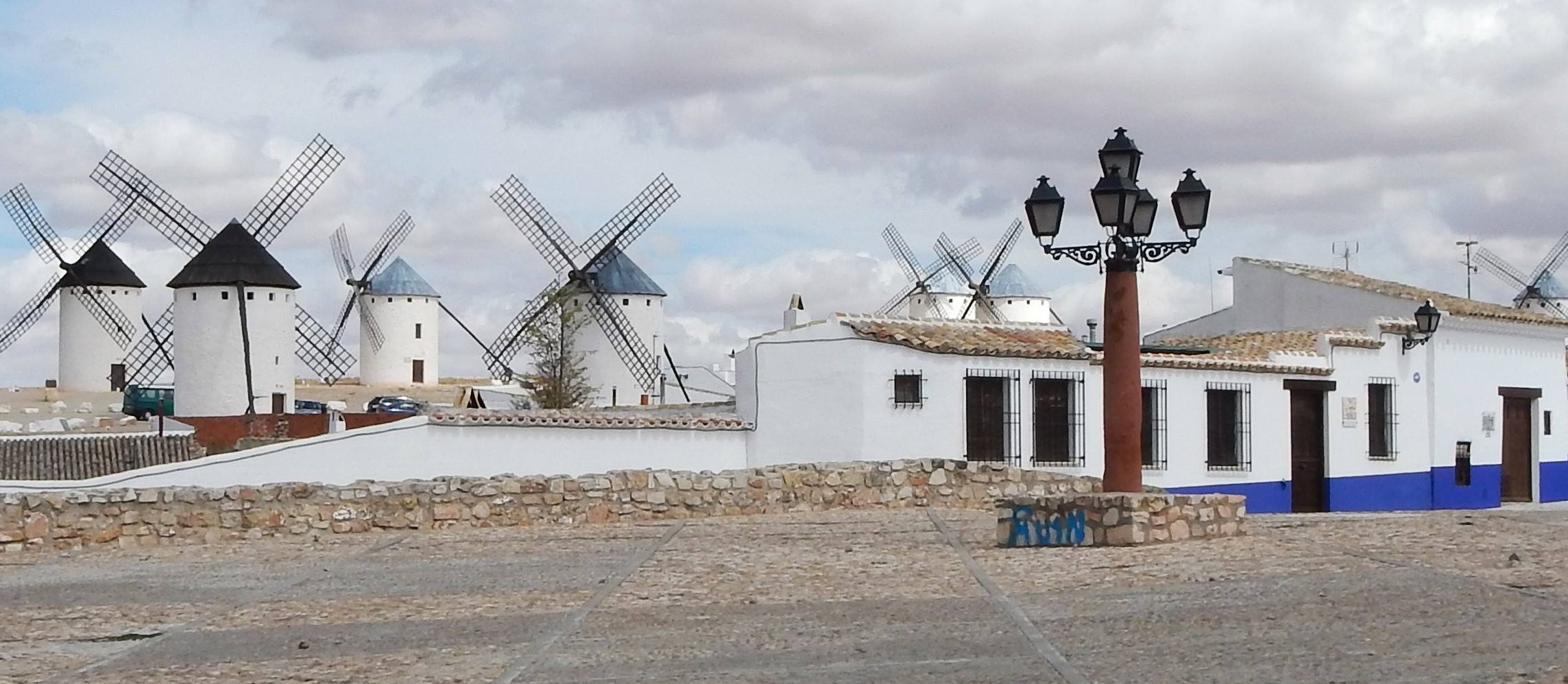
Campo de Criptana –Cerro de los Molinos

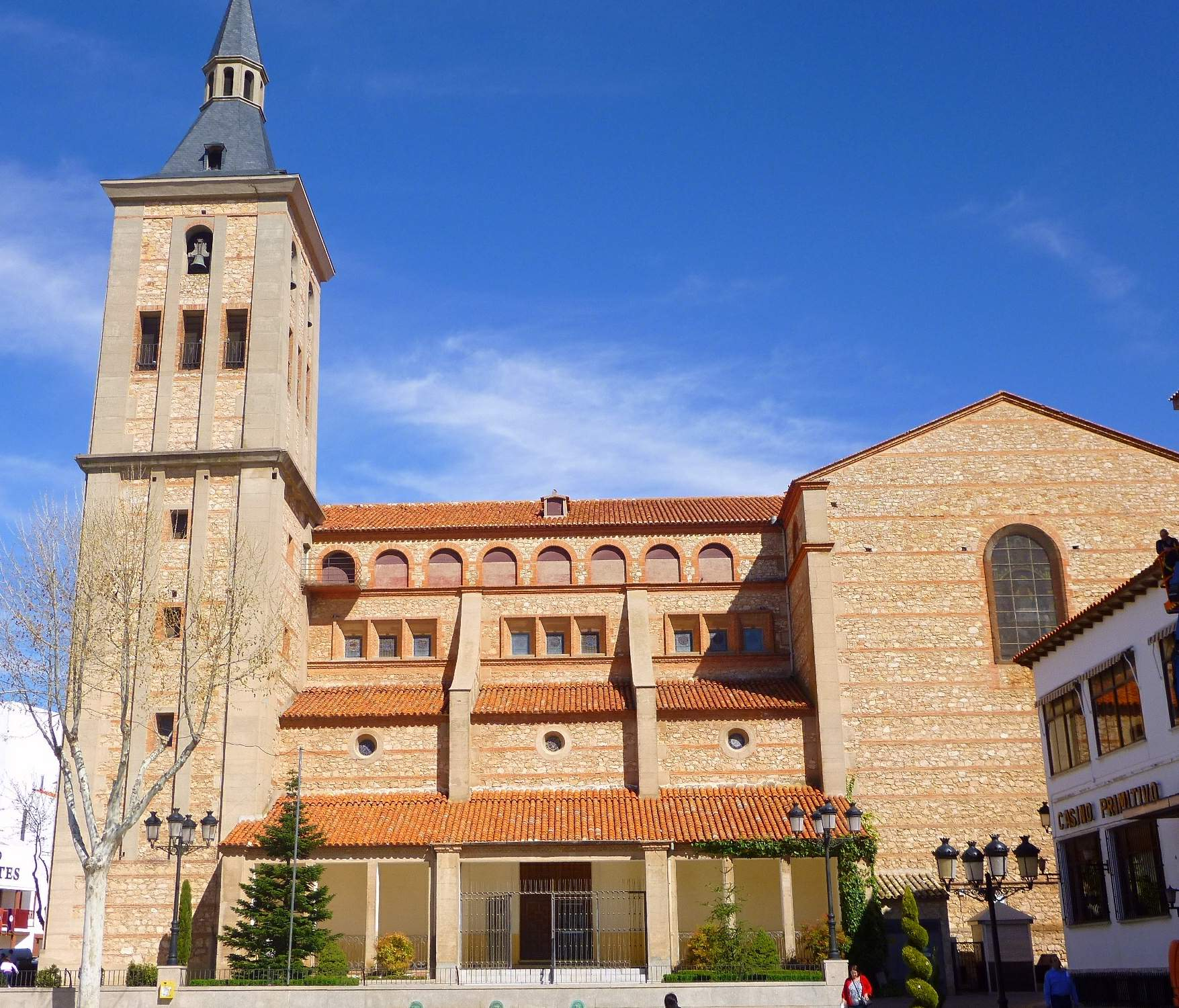
Iglesia de Nuestra Señora de la Asunción

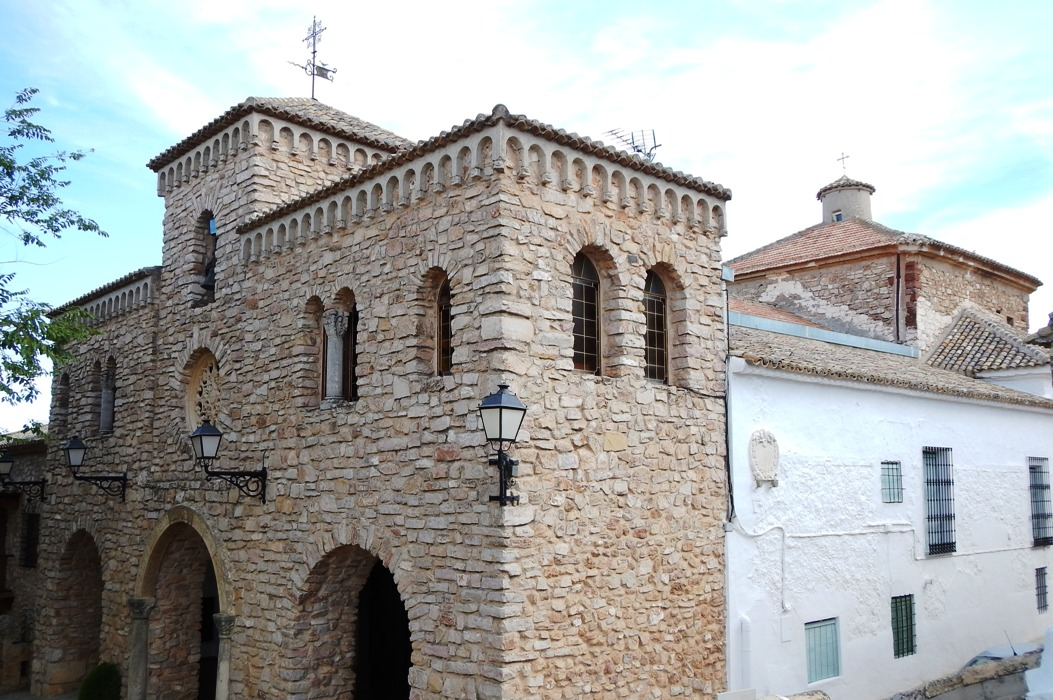
Ermita del Cristo de Villajos

Campo de Criptana ist eine Kleinstadt und eine Gemeinde (municipio) mit 12.932 Einwohnern (Stand: 2024) in der spanischen Provinz Ciudad Real in der Kulturlandschaft von La Mancha in der Autonomen Region Kastilien-La Mancha. Die Gemeinde ist für ihre zahlreichen Windmühlen bekannt; die Region zählt zum País de Quijote, zu dem auch die nur etwa 18 km entfernte Kleinstadt El Toboso gehört.

## Lage und Klima
Die Kleinstadt Campo de Criptana befindet sich in der flusslosen und insgesamt eher trockenen Hochebene der Mancha ca. 110 km (Fahrtstrecke) südöstlich von Toledo bzw. gut 150 km südöstlich von Madrid in einer Höhe von ca. 707 m; die nächstgrößere Stadt, Alcázar de San Juan, liegt nur etwa 8 km westlich. Das Klima ist meist trocken und warm; der spärliche Regen (ca. 385 mm/Jahr) fällt überwiegend im Winterhalbjahr.

## Wirtschaft
Bis zum Beginn des 19. Jahrhunderts basierte die lokale Wirtschaft auf der traditionellen mediterranen Selbstversorgungs-Landwirtschaft – angebaut wurden Getreide, Oliven und Weintrauben;  hinzu kamen Käse und Wolle aus der Viehzucht. Danach begann eine mit der Primärwirtschaft verbundene Industrialisierung, die insbesondere mit der Herstellung von Mehl und Wein auch die wachsenden Städte versorgte. Mit dem Bau der Eisenbahn konnten auch überregionale Märkte erschlossen werden. In der zweiten Hälfte des 20. Jahrhunderts wurde der Tourismus zu einem neuen Element der lokalen Wirtschaft.

## Bevölkerungsentwicklung
| Jahr      | 1857  | 1900  | 1950   | 2000   | 2021   |
| Einwohner | 6.257 | 7.707 | 15.659 | 13.042 | 13.229 |

Trotz der Mechanisierung der Landwirtschaft, der Aufgabe bäuerlicher Kleinbetriebe („Höfesterben“) in der zweiten Hälfte des 20. Jahrhunderts ist die Einwohnerzahl der Stadt vergleichsweise stabil geblieben. Bis zum Jahr 1999 umfasste das Gemeindegebiet auch den Weiler (pedanía) Arenales de San Gregorio mit rund 700 Einwohnern; seitdem bildet er eine eigenständige Gemeinde.

## Geschichte
An verschiedenen Stellen des Gemeindegebiets wurden prähistorische und bronzezeitliche Kleinfunde gemacht. Aus historischer Zeit sind die meisten Überreste iberoromanisch. Der griechische Historiker Polybios erwähnt einen Einfall eines karthagischen Heeres in der Zeit um 220 v. Chr.; das Brachte die Römer auf den Plan und so wurde die Iberische Halbinsel in der Zeit danach mehr und mehr zum Einflussgebiet der Römer. Die Westgoten und die im frühen 8. Jahrhundert vorgedrungenen Mauren hinterließen keine Spuren auf dem Gemeindegebiet. Letztere wurden ab dem ausgehenden 11. Jahrhundert wieder nach Süden abgedrängt (reconquista); die Gegend wurde dem Santiagoorden zur Sicherung und Wiederbesiedlung (repoblación) anvertraut (siehe Stadtwappen). Bereits im Lauf des 15. und 16. Jahrhunderts wuchs die Bevölkerung auf bis zu 5.000 an, doch im 17. Jahrhundert wurde sie durch eine Pestepidemie und darauffolgende Missernten wieder dezimiert.

## Sehenswürdigkeiten
- Hauptattraktionen der Stadt sind die traditionellen Windmühlen (molinos) im Barrio del Albaicín. Hier befinden sich auch etliche Höhlenwohnungen (casas cuevas). Die Casa cueva de la Pastora Marcela beherbergt nur einen Raum mit einer Bettpritsche, auf welcher die fromme Frau geruht hat.
- Die Iglesia de Nuestra Señora de la Asunción ist eine im Neomudéjarstil erbaute Kirche mit einem mächtigen Glockenturm (campanario) aus den 1950er Jahren; die Vorgängerkirche fiel im Spanischen Bürgerkrieg einem Brand zum Opfer. Das Innere der Kirche ist einschiffig mit Seitenkapellen; sie verfügt über ein Querhaus.
- Die Iglesia del Convento de los Carmelitas Descalzos war die Kirche des Konvents der „Unbeschuhten Karmelitinnen“.
- Zwei Kapellen (ermitas) bereichern das Stadtbild und die Umgebung; interessant ist die Portalrahmung der Ermita de Veracruz.
- Ein zweigeschossiges Lagerhaus (pósito) aus dem 16. bis 18. Jahrhundert trägt das spanische Königswappen über dem von einem Alfiz gerahmten Portal. Heute beherbergt der Bau ein kleines Regionalmuseum.
- Das Museo de Sara Montiel erinnert an die im Jahr 2013 verstorbene Schauspielerin und Sängerin.

Umgebung
- Neben der ca. 6 km nördlich gelegenen, aus dem 16. Jahrhundert stammenden, aber in den 1980er Jahren mit einer neuen Bruchsteinfassade versehenen Ermita del Cristo de Villajos befindet sich ein ca. 8 m hoher Eiskeller (pozo de nieve) mit einer nach unten führenden Metalltreppe im Innern. Der Bau verweist auf die Tatsache, dass früher in der Gegend im Winter noch Schnee fiel.[6]

## Persönlichkeiten
- Sara Montiel (1928–2013), Schauspielerin und Sängerin
- Jesús Manzaneque (* 1943), Radrennfahrer